# Hagichioi, Taraclia
Hagichioi (sau Hăgiești) este un sat din componența comunei Albota de Jos din raionul Taraclia, Republica Moldova.

## Istorie
La recensământul general al populației din 1930, în satul Hăgiești a fost numărați 227 locuitori, inclusiv 204 români, 10 ruși, 9 bulgari, 4 găgăuzi și 7 țigani.

## Demografie

### Structura etnică
Structura etnică a localității conform recensământului populației din 2004:
| Grup etnic                    | Populație | % Procentaj |
| ----------------------------- | --------- | ----------- |
| Băștinași declarați Moldoveni | 292       | 95,42%      |
| Bulgari                       | 10        | 3,27%       |
| Ruși                          | 4         | 1,31%       |
| Total                         | 306       | 100%        |